# Erich Nassau
Erich Nassau (geboren am 25. Juli 1888 in Reichenbach im Eulengebirge; verstorben am 24. Februar 1974 in Haifa) war ein deutscher Kinderarzt und Ernährungsforscher, Mitbegründer der „Kinderärztlichen Praxis“ und nach seiner Emigration wesentlich am Aufbau der Kinderheilkunde in Israel beteiligt.

## Herkunft und Leben
Erich Nassau war der Sohn von Hermann Nassau (geb. 24. September 1859 in Warburg; gest. 21. April 1933) und Flora Engel (geb. am 6. Mai 1866 in Reichenbach; gest. 30. November 1950 in London).
Nach dem Medizinstudium in Berlin, Freiburg und Heidelberg promovierte er in Heidelberg und begann die pädiatrische Ausbildung an der Medizinischen Akademie Düsseldorf unter Arthur Schlossmann. Anschließend nahm er am Ersten Weltkrieg teil. Er heiratete Toni, geb. Stern (1886–1980). Sie bekamen 1917 Zwillinge, Gertrud und Gerhard, die im Krieg in Hildesheim geboren wurden. 1919 bis 1926 war er zunächst Assistent, dann Oberarzt am Waisenhaus und Kinder-Asyl der Stadt Berlin unter Heinrich Finkelstein und Ludwig Ferdinand Meyer. Von 1926 bis zu seiner Entlassung aus dem öffentlichen Dienst 1933 war er Direktor des städtischen Kindererholungsheims Borgsdorf bei Berlin und der Heilstätte für rachitische Kinder der Stadt Berlin, Bezirk Friedrichshain.
1930 begründete er mit Stefan Engel, mit dem er verwandt war, die Zeitschrift „Kinderärztliche Praxis“. Nach seiner Entlassung aufgrund des nationalsozialistischen Gesetzgebung führte er eine Privatpraxis in Berlin und arbeitete in einer bescheidenen Ambulanz des Jüdischen Krankenhauses. Der Redaktion der „kinderärztlichen Praxis“ gehörte er bis 1934 an und verschwand dann aus dem Impressum. In der regelmäßigen Rubrik „Tagesgeschichte“ der „kinderärztlichen Praxis“ wird sein Weggang und der seiner jüdischen Kollegen mit keinem Wort erwähnt.
Nassaus wissenschaftlicher Schwerpunkt war die Rachitis, die Ernährung und der Stoffwechsel. 1926 veröffentlichte er eine ausführliche Arbeit über Lungenentzündungen bei Säuglingen. Mit L.F. Maier war er Autor eines verbreiteten Standardwerkes zur Säuglingsernährung. Aus seinen zahlreichen Veröffentlichungen sticht ein Bilderbuch heraus: „Die bunte Welt“, gezeichnet von Waisenkindern der Stadt Berlin.
Nassau war Vorstandsmitglied der Deutschen Gesellschaft für Kinderheilkunde. Am 26. März 1935 schrieb er an den damaligen Schriftführer der Deutschen Gesellschaft für Kinderheilkunde, Fritz Goebel, Halle (1888–1950): „Das Zeitgeschehen hat manchem Kollegen, darunter auch mir, es praktisch unmöglich gemacht, an den Tagungen der Deutschen Gesellschaft für Kinderheilkunde teilzunehmen. Diese Veränderungen gehört zu denen, die ich schmerzhaft erlebe. Eine aktive Mitgliedschaft […] erschien mir seitdem kaum sinnvoll. Es bleibt mir daher kaum etwas anderes übrig, als es ihnen anheim zu stellen, meine Mitgliedschaft zu suspendieren oder mich endgültig aus dem Mitgliederliste der Gesellschaft zu streichen.“ Am 5. April 1935 trat er endgültig aus der deutschen Gesellschaft für Kinderheilkunde aus. 1936 konnte die Tochter Gertrud nach Großbritannien auswandern. Nach dem Novemberpogrom 1938 wurde er, wie auch sein Sohn Gerhard, der später darüber berichtete im KZ Sachsenhausen in Schutzhaft genommen. Mit dem Versprechen der Emigration nach Palästina und der Annahme eines bereits vorher erfolgten Angebots als Leiter der Kinderabteilung des Central Hospitals der Krankenkasse Kupat Cholim in Afula wurde er entlassen und emigrierte über Italien. Als Gerhard aus dem KZ zurückkehrte, waren seine Eltern schon in Palästina, sein Vater hatte für ihn über einen befreundeten Arzt die Flucht nach Argentinien organisiert.

## Emigration und Leben in Israel
1941 wurde er in Palästina eingebürgert. Er arbeitete an der Kinderabteilung des Arbeiterkrankenhauses in Afula und weiter auch wissenschaftlich: im März 1945 veröffentlichte er mit seinen Mitarbeitern Deutsch und Goldmann eine Arbeit, in der die ersten positiven Erfahrungen mit dem Einsatz von Sulfonamiden bei akuten Durchfallserkrankungen im Säuglingsalter beschrieben wurden.
Mit L.F. Meyer, der schon 1935 emigriert war und Leiter der Kinderabteilung am Hadassah Municipal Hospital in Tel Aviv war, schrieb Nassau eine vollständig überarbeitete Neuauflage der „Physiologie und Pathologie der Säuglingsernährung“ (Karger, Basel 1953), die auch auf Englisch und Spanisch erschien sowie eine Anzahl grundlegender Veröffentlichungen über Kindergesundheit auf Hebräisch, wie Giddul Banim (Kindererziehung) Tel Aviv, 1951, Derech le Chaim (Weg ins Leben) 1963.
1948 erscheint die „Kinderärztliche Praxis“ wieder. Der neue Herausgeber Karl Klinke, Berlin, betont, dass man den Zielen der Gründer Engel und Nassau treu bleibe. Ab 1954 heißt es nurmehr: „Begründet von Stefan Engel, London“. Erich Nassau existiert für seine Zeitschrift nicht mehr.
Als er 1949 gefragt wurde, ob wieder in die Deutsche Gesellschaft für Kinderheilkunde eintreten würde, schrieb er an den immer noch schriftführenden Goebel, inzwischen Rektor der Medizinischen Akademie Düsseldorf und Lehrstuhlinhaber für Pädiatrie: „Mit der Kinderheilkunde Deutschlands werde ich durch Erinnerungen an meine Lehrer, Schlossmann, Finkelstein und L.F. Meyer stets verbunden bleiben. Von der Deutschen Gesellschaft für Kinderheilkunde wurde ich vor 15 Jahren ausgeschlossen. Damit wurden viele Bindungen gelöst, sich nicht mehr knüpfen lassen. Es erscheint mir zudem zweifelhaft, ob der Wiedereintritt eines Bürgers des Staates Israel von allen Mitgliedern der Gesellschaft gutgeheißen würde. So sehr ich an die Aufrichtigkeit ihrer freundlichen Einladung glaube, so ist es mir doch unmöglich, ihr Folge zu leisten. Ich zweifle nicht, dass Sie diesen Entschluss würdigen und verstehen werden. […]“
Einen Ruf an die Hebräische Universität Jerusalem lehnte er 1959 ab, er habe in Afula noch zu viel zu tun. Nach Eintritt seines Ruhestandes dort zog er 1963, 75 Jahre alt, nach Haifa, wo er eine nach ihm benannte Tagesklinik für spastisch gelähmte Kinder gründete. Er verstarb am 24. Februar 1974 in Haifa.
Das Grab der Eheleute Nassau liegt auf dem Sde Yehoshua (Kfar Samir) Friedhof in Haifa, Israel. Die Tochter Gertrud, vh. Sacker, verstarb 2014 in England, der Sohn Gerhard, Gerardo, wie er sich nun nannte, zog nach mehreren Jahren in Argentinien nach Israel, um in der Nähe seiner Eltern zu sein. Er starb 1997 in Haifa. Der argentinische Pädiater Alberto Chattás (1908–2003) veröffentlichte eine Laudation zu Nassaus 75. Geburtstag, die in den Annales paediatrici, internationaler Nachfolgetitel des Jahrbuchs für Kinderheilkunde erschien und einiges Persönliches enthält.

## Werke (Auszüge)
- L. F. Maier, E. Nassau: Die Säuglingsernährung, eine Anleitung für Ärzte und Studierende. Bergmann, München 1930. (2., neubearbeitete Auflage Karger, Basel 1953)
- L. F. Meyer, E. Nassau: Physiology and pathology of infant nutrition. Completely revised 2. ed. Charles C. Thomas, Springfield 1955. (auch auf Spanisch erschienen)
- Giddul Banim (Kindererziehung) Tel Aviv, 1951
- Derech le Chaim (Weg ins Leben) Tel Aviv, 1963

## Auszeichnungen
- Ehrenmitglied der Sociedad de Puericultura de Buenos Aires.
- Henrietta Szold Preis der Stadt Tel Aviv, 1958
- Goldenes Doktordiplom der Medizinischen Fakultät der Universität Heidelberg (1965)